# 155 North Wacker
155 North Wacker è un grattacielo di 48 piani situato a Chicago, nell'Illinois.

## Caratteristiche
Progettato da Goettsch Partners  è stato sviluppato dalla John Buck Company. L'edificio, alto 195 metri ha ricevuto la pre-certificazione d'argento LEED. La costruzione è iniziata nel 2007 ed è stata completata nel 2009.